# Adonisea luxa
Adonisea luxa là một loài bướm đêm trong họ Noctuidae.